# Matilde Bonaparte
Matilde Bonaparte (francès: Mathilde Bonaparte)  (Trieste, 27 de maig de 1820 - 8è districte de París, 2 de gener de 1904) va ser una aristòcrata francesa que va ostentar un important saló literari i artístic a París durant el Segon Imperi Francès. Era filla de Jérôme Bonaparte, germà de Napoleó I, i de Caterina de Württemberg, filla del rei Frederic I de Württemberg. El 1841 va casar-se amb el príncep rus Anatoli Demidov.